# Raveningham
Raveningham – wieś w Anglii, w hrabstwie Norfolk, w dystrykcie South Norfolk. Leży 21 km na południowy wschód od Norwich i 160 km na północny wschód od Londynu. Miejscowość liczy 157 mieszkańców.